# Quốc Tuấn, Kiến Xương
Quốc Tuấn là một xã thuộc huyện Kiến Xương, tỉnh Thái Bình, Việt Nam.
Xã có diện tích 6,82 km², dân số năm 1999 là 6.408 người, mật độ dân số đạt 940 người/km².